# South West Pacific Area
South West Pacific Area (SWPA) fu la designazione data al comando supremo degli Alleati per la gestione delle operazioni belliche nel teatro del Pacifico sud-occidentale della seconda guerra mondiale. L'area di operazioni di competenza dello SWPA comprendeva l'arcipelago delle Filippine, le Indie orientali olandesi (tranne l'isola di Sumatra), Timor Est, l'Australia, la Nuova Guinea e la parte occidentale delle Isole Salomone; il comando consisteva principalmente in truppe statunitensi e australiane, ma comprendeva anche piccoli contingenti provenienti da Paesi Bassi, Nuova Zelanda, Regno Unito e altri alleati.
Il generale Douglas MacArthur fu nominato comandante supremo dello SWPA alla sua creazione nell'aprile 1942, reggendo l'incarico fino alla conclusione della guerra nel settembre 1945. Lo SWPA diresse lo svolgimento di diverse importanti campagne nel Pacifico sudoccidentale contro le forze dell'Impero giapponese, come la campagna della Nuova Guinea, la liberazione delle Filippine e la campagna del Borneo. Il comando fu sciolto nel settembre 1945 al momento della resa del Giappone.

## Origini
Il predecessore del South West Pacific Area fu un comando alleato di breve durata, il cosiddetto American-British-Dutch-Australian Command (ABDA): creato nel gennaio 1942, l'ABDA controllava tutte le forze terrestri, navali e aeree degli Alleati schierate nel Sud-est asiatico. La rapida avanzata dei giapponesi attraverso la catena di isole delle Indie orientali olandesi portò di fatto a una divisione in due del teatro geografico di responsabilità dell'ABDA e, nel tardo febbraio 1942, il comando stesso fu dissolto su raccomandazione del suo stesso responsabile, il generale britannico Archibald Wavell; quest'ultimo, nella sua veste di Comandante in capo dell'India, assunse quindi la direzione delle sole operazioni nella parte occidentale del vecchio teatro di competenza dell'ABDA, ovvero Sumatra e la Birmania.
Un altro quartier generale alleato era stato intanto allestito, in condizioni di emergenza, dopo che un convoglio di truppe e armamenti statunitensi (il "convoglio Pensacola") diretto nelle Filippine era stato dirottato a Brisbane in Australia dopo essere stato raggiunto ancora in mare dalla notizia dell'attacco di Pearl Harbor il 7 dicembre 1941. Il generale di brigata Julian F. Barnes ricevette il 12 dicembre 1941 l'ordine di assumere il comando delle truppe del convoglio, ridesignate come Task Force-South Pacific, e di porle sotto la direzione strategica del comandante delle forze statunitensi nelle Filippine, il generale Douglas MacArthur; il giorno seguente, con un radiogramma, il Capo di stato maggiore dell'Esercito degli Stati Uniti generale George Marshall designò Barnes come comandante in capo di tutte le forze statunitensi dislocate in Australia. Il 22 dicembre 1941, con l'arrivo del "convoglio Pensacola" a Brisbane, il comando di Barnes fu ridesignato come United States Forces in Australia (USFIA), divenendo quindi U.S. Army Forces in Australia (USAFIA) il 5 gennaio 1942; la sua missione era quella di creare una base in Australia da cui supportare lo sforzo bellico statunitense nelle Filippine.
Uno staff di comando selezionato dal Dipartimento della guerra per l'USAFIA, noto come "Remember Pearl Harbor group", arrivò a Melbourne il 1º febbraio 1942 a bordo di un grosso convoglio recante truppe, rifornimenti e munizioni destinate tanto alle Filippine quanto alle forze alleate a Giava e in Australia; per un breve periodo, a causa dell'isolamento delle Filippine a seguito delle avanzate dei giapponesi, l'USAFIA fu ritirato dal controllo di MacArthur e assegnato all'ABDA con il compito di supportare la resistenza degli Alleati a Giava.
La scelta del comando che avrebbe dovuto rimpiazzare il morente ABDA fu oggetto di una serie di discussioni tra gli stati maggiori dell'Australia e della Nuova Zelanda svoltasi a Melbourne tra il 26 febbraio e il 1º marzo 1942: durante questi colloqui venne proposto di creare un nuovo teatro operativo comprendente entrambe le nazioni, e di assegnarlo al precedente vice di Wavel, il generale statunitense George Howard Brett, che proprio il 25 febbraio aveva assunto l'incarico di comandante dell'USAFIA. Il presidente degli Stati Uniti Franklin Delano Roosevelt e il primo ministro britannico Winston Churchill discussero delle questioni di comando nel Pacifico durante un incontro a Washington il 9 marzo: Roosevelt propose di suddividere il globo in una serie di aree di responsabilità affidate ai britannici o agli statunitensi, riservando il Pacifico alla direzione di un generale statunitense che rispondesse direttamente al Joint Chiefs of Staff; Churchill rispose favorevolmente alla proposta, mentre i governi di Australia e Nuova Zelanda si dissero d'accordo purché fosse riservata loro una certa influenza sulle decisioni strategiche del nuovo comando.

## La formazione

Carta del Pacifico occidentale con raffigurati i confini dei comandi operativi istituiti dagli Alleati nel 1942

La scelta più ovvia per un comandante supremo nel Pacifico ricadeva su generale MacArthur, il quale per ordine diretto di Roosevelt si era sottratto alla cattura nelle Filippine riparando in Australia: MacArthur fu designato il 22 febbraio come nuovo responsabile di un ricostituito comando ABDA, anche prima che si fosse discusso concretamente su quello che il comando stesso avrebbe dovuto essere. MacArthur aveva dalla sua un solido supporto da parte del presidente, del popolo statunitense e dell'Esercito, ma non altrettanto si poteva dire della Marina: il comandante in capo della United States Navy, ammiraglio Ernest King, vedeva il controllo delle rotte di rifornimento nel Pacifico come una responsabilità prettamente della Marina, e non era disposto ad affidarla a un ufficiale dell'Esercito come MacArthur. King propose di affidare al comando di MacArthur la responsabilità dell'Australia e delle Isole Salomone, ma di destinare invece a un secondo comando, retto dalla Marina, la zona delle Nuove Ebridi, della Nuova Caledonia e della Nuova Zelanda; i pianificatori dell'United States Army, guidati dal generale Dwight D. Eisenhower, erano d'accordo sul compromesso di un comando nel Pacifico diviso tra Esercito e Marina, ma obiettarono contro la collocazione di Australia e Nuova Zelanda in teatri separati. Il Joint Chiefs of Staff discusse della questione tra il 9 e il 16 marzo, finendo con l'adottare la proposta di King ma con alcuni cambiamenti minori.
Mentre queste discussioni erano ancora in corso, Marshall contattò Brett e gli chiese di fare pressioni sul governo australiano perché nominasse MacArthur, il cui arrivo in Australia era imminente, come propria scelta per un comandante supremo nel Pacifico; ciò fu poi formalizzato dalle autorità di Canberra il 17 marzo, quando MacArthur sbarcò a Batchelor nel nord dell'Australia dopo una rocambolesca fuga in nave e in aereo dalle Filippine. Il 24 marzo 1942, i supremi vertici militari anglo-statunitensi, riuniti nel Combined Chiefs of Staff, designarono ufficialmente l'Oceano Pacifico come zona operativa assegnata alla responsabilità strategica degli Stati Uniti, e il 30 marzo seguente il Joint Chiefs of Staff divise il Pacifico in tre comandi separati: il Pacific Ocean Areas (POA) sotto l'ammiraglio Chester Nimitz per il Pacifico settentrionale e centrale; il Southwest Pacific Area (SWPA) sotto MacArthur per il Pacifico sud-occidentale; e il Southeast Pacific Area per il Pacifico sud-orientale, il quale tuttavia non divenne mai un teatro operativo vero e proprio. Il precedente comando dell'ANZAC Area istituito da australiani e neozelandesi venne suddiviso tra lo SWPA e il POA.

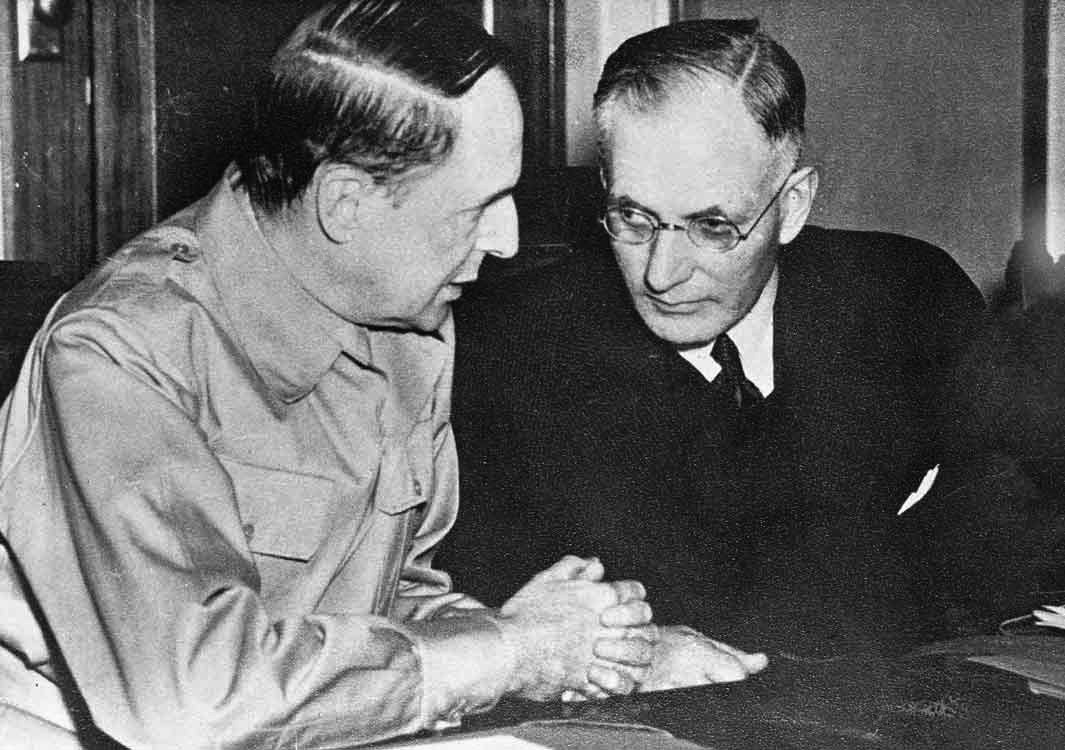
MacArthur (a sinistra) durante un colloquio con il primo ministro australiano Curtin

Secondo gli accordi, il confine occidentale dell'area di responsabilità affidata allo SWPA partiva da Capo Kami nella Penisola di Leizhou in Cina, correva attorno alla costa del golfo del Tonchino, dell'Indocina, della Thailandia e della penisola malese fino a Singapore; da Singapore il confine scendeva verso sud-est attorno alla costa sud-orientale di Sumatra, transitava per lo stretto della Sonda tra Sumatra e Giava e quindi proseguiva verso sud fino all'altezza della cittadina di Onslow sulla costa dell'Australia Occidentale per poi proseguire ulteriormente verso sud lungo il 110º meridiano est. Il confine settentrionale partiva da Capo Kami, scendeva a sud fino al 20º parallelo nord e lo seguiva fino all'incrocio con il 130º meridiano est, per poi seguire il tracciato di quest'ultimo fino all'Equatore; da qui il confine proseguiva lungo l'Equatore verso oriente fino all'incrocio con il 165º meridiano est, piegando quindi a sud fino al 10º parallelo sud e quindi a sud-ovest fino al 17º parallelo sud, proseguendo ulteriormente verso sud lungo il tracciato del 160º meridiano est. L'area così contornata comprendeva l'intera Australia, l'arcipelago delle Filippine e le grandi isole di Borneo, Giava, Celebes e Nuova Guinea.
Il 17 aprile 1942 il Primo ministro dell'Australia, John Curtin, ordinò a tutto il personale delle forze di difesa australiane di trattare gli ordini di MacArthur «come provenienti dal governo del Commonwealth»; le officine e le fortificazioni dell'Australian Army, come pure le infrastrutture logistiche e addestrative della Royal Australian Air Force, non furono tuttavia subordinate al SWPA. Pur avendo messo a disposizione di MacArthur le sue truppe, l'esecutivo australiano era fermamente convinto di dover essere consultato su qualsiasi modifica ai confini o agli accordi di comando dello SWPA; il governo di Canberra in particolare era preoccupato per il fatto che il comandante supremo non dovesse spostare le truppe fuori dall'Australia o dal territorio australiano senza il suo consenso, visto che vi erano delle restrizioni legali circa il dove le unità della milizia australiana (la forza di riservisti nazionale) potessero essere schierate. MacArthur e Curtin concordarono sul fatto di non dover modificare in alcun modo lo status del generale Thomas Blamey, comandante in capo dell'Australian Army, e che il governo australiano sarebbe stato consultato su ogni cambio di comando che sarebbe stato proposto; quando, pochi mesi dopo, il viceammiraglio Herbert F. Leary fu sostituito come comandante delle forze navali dello SWPA, Curtin fu in effetti consultato e si disse concorde con il cambio.

## Struttura

### Quartier generale

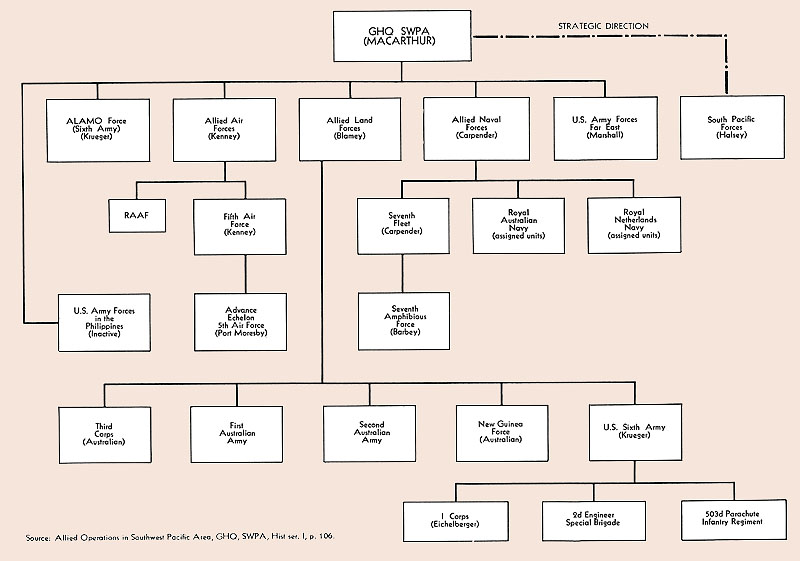
Grafico della struttura di comando dello SWPA

MacArthur fu nominato responsabile dello SWPA il 18 aprile 1942 con il titolo di "Supreme Commander Southwest Pacific Area", benché egli stesso preferisse usare il titolo più convenzionale di "comandante in capo" (Commander in Chief). Il primo ordine generale di MacArthur dispose la creazione di cinque comandi subordinati al SWPA: un comando per le forze terrestri (Allied Land Forces), uno per quelle aeree (Allied Air Forces), uno per quelle navali (Allied Naval Forces), le United States Army Forces in Australia e un comando per le forze alleate nelle Filippine; quest'ultimo comando ebbe vita breve: le restanti forze statunitensi e filippine rimaste nell'arcipelago, agli ordini del generale Jonathan Wainwright, furono costrette a capitolare nel giro di tre settimane e il comando scomparve di fatto dopo la resa dello stesso Wainwright a Corregidor il 6 maggio 1942.
MacArthur annunciò la composizione del suo stato maggiore, noto come General Headquarters (GHQ), il 19 aprile 1942. I principali ufficiali responsabili erano:
- maggior generale Richard K. Sutherland, capo di stato maggiore;
- generale di brigata Richard J. Marshall, vice capo di stato maggiore;
- colonnello Charles P. Stivers, assistente del capo di stato maggiore per il personale (G-1);
- colonnello Charles A. Willoughby, assistente del capo di stato maggiore per l'intelligence (G-2);
- generale di brigata Stephen J. Chamberlin, assistente del capo di stato maggiore per le operazioni (G-3);
- colonnello Lester J. Whitlock, assistente del capo di stato maggiore per la logistica (G-4);
- generale di brigata Spencer B. Akin, ufficiale alle trasmissioni;
- generale di brigata Hugh J. Casey, ufficiale al genio militare;
- generale di brigata William F. Marquat, ufficiale alla contraerea;
- colonnello Burdette M. Fitch, aiutante generale;
- colonnello LeGrande A. Diller, ufficiale alle pubbliche relazioni.

Sebbene Marshall avesse raccomandato a MacArthur di destinare il maggior numero possibile di ufficiali australiani e olandesi a posizioni di alto comando, la maggior parte dello staff del GHQ era composto da ufficiali dello US Army che avevano già servito sotto MacArthur nelle Filippine; i restanti, tra cui Whitlock, Fitch e Chamberlain, provenivano dallo stato maggiore delle USAFIA. Circa questa scelta, MacArthur riferì a Marshall di non aver trovato in Australia ufficiali olandesi abbastanza qualificati per posti di alta responsabilità, e che l'Australian Army si trovava già in forte carenza di ufficiali di stato maggiore che MacArthur non voleva ulteriormente esacerbare. Ad ogni modo, diversi ufficiali australiani e olandesi, come pure alcuni ufficiali della US Navy, servirono in posizioni secondarie dello stato maggiore dello SWPA.
Nel luglio 1942 MacArthur spostò la sede del GHQ più a nord, da Melbourne a Brisbane, insediandola presso il grosso palazzo che ospitava la sede della compagnia di assicurazioni AMP Limited (palazzo oggi ribattezzato MacArthur Central in onore del generale); l'intenzione iniziale era quella di collocare il quartier generale a Townsville, ma ciò si dimostrò impraticabile visto che la città non offriva le strutture di comunicazioni necessarie alle attività del GHQ. Il quartier generale delle Allied Air Forces e delle Allied Naval Forces aveva sede nello stesso palazzo del GHQ a Brisbane, mentre il quartier generale delle Allied Land Forces rimase a Melbourne ma con una sede avanzata collocata nel sobborgo di St Lucia a Brisbane. Un quartier generale avanzato del GHQ fu poi collocato a Hollandia in nuova Guinea nel settembre 1944, a Leyte nelle Filippine nell'ottobre 1944 e a Manila nel maggio 1945.
La più importante riorganizzazione del comando si ebbe nell'aprile 1945, mentre le forze alleate si preparavano per una possibile invasione dello stesso Giappone. Tutte le forze terrestri alleate dislocate nel Pacifico furono poste sotto il comando di MacArthur, incluse quelle operative presso il Pacific Ocean Areas dell'ammiraglio Nimitz, nell'ambito di un nuovo comando operativo, le Army Forces Pacific (AFPAC); il GHQ si trovò quindi ad agire come quartier generale tanto delle AFPAC che dello SWPA. Le unità terrestri assegnate al POA rimasero tuttavia ancora subordinate agli ordini di Nimitz, e la prima grossa formazione, la Tenth United States Army, passò sotto il controllo effettivo dell'AFPAC il 31 luglio 1945, a guerra praticamente finita. Lo SWPA e i suoi comandi subordinati furono quindi aboliti al momento della resa del Giappone il 2 settembre 1945, mentre lo GHQ fu riconvertito nello stato maggiore dell'AFPAC.

### Allied Land Forces

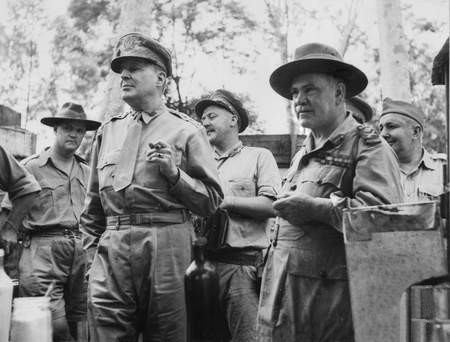
MacArthur (a sinistra) e Blamey (a destra) durante un'ispezione sul fronte della Nuova Guinea nell'ottobre 1942

Il comandante dell'Esercito australiano, generale Thomas Blamey, fu nominato comandante il capo delle forze terrestri dello SWPA (Commander, Allied Land Forces); il suo stato maggiore consisteva nel preesistente stato maggiore dell'Australian Army, ridesignato come LHQ. La scelta di un ufficiale australiano era in qualche modo obbligata, visto che la maggior parte delle unità terrestri dello SWPA veniva dall'Australia: nell'aprile 1942 vi erano 369.000 truppe di terra australiane assegnate allo SWPA a fronte di appena 38.000 soldati statunitensi. Il LHQ controllava cinque principali comandi operativi: la First Army australiana del tenente generale John Lavarack, dislocata nel Queensland; la Second Army del tenente generale Iven Mackay dislocata nel Victoria; il III Corps del tenente generale Henry Gordon Bennett dislocato nell'Australia Occidentale; la Northern Territory Force del maggior generale Edmund Herring; e la New Guinea Force del maggior generale Basil Morris. Questi comandi si spartivano il controllo di dieci divisioni australiane e due statunitensi. Nell'agosto 1944 le forze terrestri dello SWPA erano salite a 463.000 uomini e donne dell'Australian Army e 173.000 uomini dell'US Army; entro la fine del 1944 il numero di divisioni statunitensi assegnate allo SWPA era salito a diciotto, mentre quello delle divisioni australiane era calato a sette.
Quando il GHQ si spostò a Birsbane il LHQ rimase indietro a Melbourne, ma Blamey istituì nel sobborgo di St Lucia a Brisbane un quartier generale avanzato sotto il suo vice capo di stato maggiore, il maggior generale George Alan Vasey; il maggior generale Frank Berryman sostituì Vasey nel ruolo nel settembre 1942 e lo tenne fino al gennaio 1944, per poi riassumerlo dal luglio 1944 fino al dicembre 1945. Quando il corpo centrale del GHQ si trasferì a Hollandia nel dicembre 1944 il quartier generale avanzato del LHQ lo seguì, ma quando il GHQ si trasferì successivamente a Leyte nel febbraio 1945 il LHQ rimase indietro: una sezione distaccata sotto il generale Berryman fu allocata presso il corpo centrale del GHQ, ma il grosso del LHQ rimase a Hollandia per poi trasferirsi a Morotai nell'aprile 1945 per dirigere gli eventi della campagna del Borneo.
Nonostante l'esistenza del LHQ, sul piano pratico le operazioni terrestri erano dirette dallo stesso MacArthur per tramite di task force specifiche: queste rispondevano direttamente al GHQ, e i loro comandanti assumevano il controllo di tutte le forze terrestri, aeree e navali alleate presenti nella loro zona di operazioni se un attacco terrestre giapponese risultava imminente. La più importante di queste task force era la New Guinea Force, formata nel 1942 e posta sotto il comando personale dello stesso Blamey nel settembre 1942 e poi ancora nel settembre 1943. Nel febbraio 1943 la Sixth United States Army del tenente generale Walter Krueger fu assegnata allo SWPA: il suo quartier generale, denominato "Alamo Force", rispondeva direttamente a MacArthur e da quel momento Blamey non ebbe più alcun comando sulla maggioranza delle forze terrestri statunitensi schierate nel teatro, sebbene il suo posto di comando non fu formalmente abolito.
Nel marzo 1944 MacArthur si incontrò con il primo ministro Curtin per illustrargli i dettagli del piano per l'imminente campagna della Nuova Guinea occidentale; nel corso dell'incontro MacArthur mise in chiaro che egli avrebbe assunto il comando diretto delle forze terrestri alleate una volta che queste fossero sbarcate nelle Filippine, e suggerì che Blamey avrebbe potuto seguirlo nel nuovo teatro come comandante di un'armata o avrebbe potuto rimanere in Australia come comandante in capo dell'Australian Army. La nuova organizzazione entrò in vigore nel settembre 1944: i principali comandi operativi, rappresentati dalla Sixth United States Army di Krueger, dalla Eighth United States Army del tenente generale Robert Eichelberger, dalla First Army australiana del tenente generale Vernon Sturdee, dal I Corps australiano del tenente generale Leslie Morshead e dal XIV Corps statunitense del maggior generale Oscar Griswold rispondevano direttamente al GHQ, mentre le Allied Land Forces rimasero come importante comando amministrativo e logistico. Il comando fu abolito il 2 settembre 1945 unitamente al resto del SWPA.

### Allied Air Forces

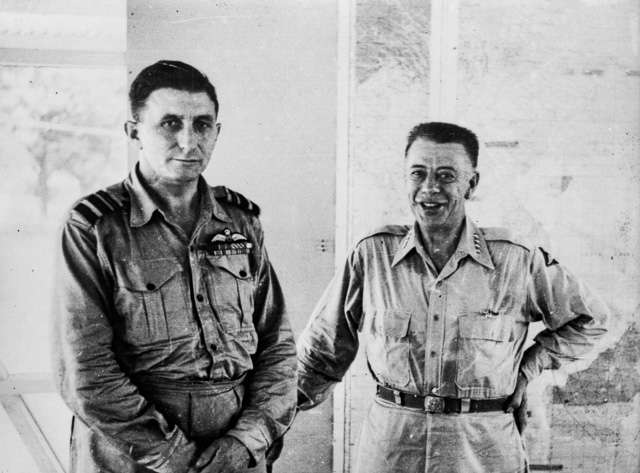
Il viice maresciallo dell'aria Jones (a sinistra) e il generale Kenney (a destra) durante una riunione nel 1945

Nell'aprile 1942 la riorganizzazione che portò all'istituzione delle Allied Land Forces e delle Allied Naval Forces comportò la creazione anche delle Allied Air Forces sotto il generale dell'United States Army Air Forces (USAAF) Brett, già comandante delle USAFIA. A differenza di MacArthur, Brett creò un quartier generale completamente integrato: la carica di capo di stato maggiore andò a un ufficiale della Royal Australian Air Force (RAAF), il vice maresciallo dell'aria William Bostock, e ogni ufficiale di stato maggiore proveniente dall'USAAF fu accoppiato con un suo equivalente della RAAF, con gli incarichi di maggior responsabilità divisi equamente tra i due. Una maggioranza di posizioni di comando fu assegnata a ufficiali australiani, e per compensare la carenza di personale USAAF in Australia equipaggi della RAAF furono assegnati ai gruppi aerei USAAF, servendo in ogni ruolo tranne che di comandante di aerei.
Nel maggio 1942 il governo australiano nominò il vice maresciallo dell'aria George Jones come capo di stato maggiore della RAAF, con responsabilità sulle questioni diverse dalle operazioni di combattimento come l'amministrazione e l'addestramento. Divenne ben presto chiaro che Jones e Bostock non andavano d'accordo, ma Brett preferì avere Bostock al comando operativo e, sebbene considerasse l'antipatia tra Jones e Bostock come una seccatura, fu felice di lasciare la suddivisione dei compiti così come era.
Uno dei primi ordini impartiti da MacArthur a Brett fu di organizzare delle missioni di bombardamento nelle Filippine, ordine consegnato direttamente dal capo di stato maggiore del GHQ Sutherland. Quando Brett protestò per la missione, Sutherland lo informò che l'operazione era stata voluta direttamente da MacArthur; la missione di bombardamento fu poi portata a termine, ma MacArthur scrisse di suo pugno una reprimenda ufficiale nei confronti di Brett e, da allora, le comunicazioni con Sutherland furono gestite da Bostock. Ulteriori disaccordi tra MacArthur e Brett si verificarono successivamente, mentre a Washington il generale Marshall e il comandante dell'USAAF Henry Arnold si dimostrarono allarmati dall'eccessiva integrazione tra comandi statunitensi e australiani, nonché disturbati dall'incapacità di Brett di lavorare insieme a MacArthur. Il 6 luglio 1942 Marshall autorizzò MacArthur a sostituire Brett nel posto di comandante delle Allied Air Forces con il maggior generale George Kenney o con il generale di brigata Jimmy Doolittle; MacArthur selezionò per il posto il generale Kenney.
Kenney sostituì diversi alti ufficiali e circa quaranta colonnelli dello stato maggiore, ma trovò due ottimi collaboratori in due ufficiali dell'USAAF recentemente arrivati in Australia, i generali di brigata Ennis Whitehead e Kenneth Walker. Kenney riorganizzò il suo comando in agosto, mettendo Whitehead al comando del V Fighter Command e Walker a quello del V Bomber Command; il nuovo comandante si adoperò inoltre per separare maggiormente il personale della USAAF da quello della RAAF: il generale statunitense Donald Wilson sostituì nel settembre 1942 il vice maresciallo dell'aria Bostock come capo di stato maggiore delle Allied Air Forces, con quest'ultimo messo a capo del nuovo RAAF Command controllante gli assetti operativi dell'aeronautica australiana.
Kenney deviò dalla normale struttura di una forza aerea creando una nuova struttura di comando, la Advanced Echelon (ADVON), sotto Whitehead: il nuovo quartier generale aveva l'autorità di modificare le assegnazioni degli aerei nelle zone al fronte, dove l'evoluzione degli eventi e l'azione nemica potevano rendere rapidamente superati gli ordini redatti in Australia. Furono inoltre create tre task force aeree, la 1st, 2nd e 3rd Air Task Force, per controllare le missioni di volo al fronte nel corso di una specifica operazione bellica, un'altra deviazione dalla dottrina standard: benché Kenney fosse entusiasta di questa soluzione, i comandi a Washington non furono dello stesso parere e, nonostante le obiezioni di Kenney, le tre task force furono riconvertite in unità più strutturate (il 308th Bombardment Wing e la 309th e 310th Air Division). Nel giugno 1944 la Thirteenth Air Force del maggior generale St. Clair Streett fu aggiunta all'organico delle Allied Air Forces; Kenney istituì le Far East Air Forces (FEAF) a partire dal quartier generale della sua Fifth Air Force, mentre l'ADVON divenne la nuova Fifth Air Force sotto Whitehead. La RAAF creò l'Australian First Tactical Air Force sotto il commodoro dell'aria Harry Cobby nell'ottobre 1944, e quando MacArthur divenne comandante di tutte le forze dell'US Army nel Pacifico anche la Seventh Air Force, fino a quel momento operativa sotto Nimitz nel POA, passò sotto il controllo delle Alled Air Forces. Le Allied Air Forces furono infine abolite il 2 settembre 1945 unitamente al resto del SWPA.

### Allied Naval Forces

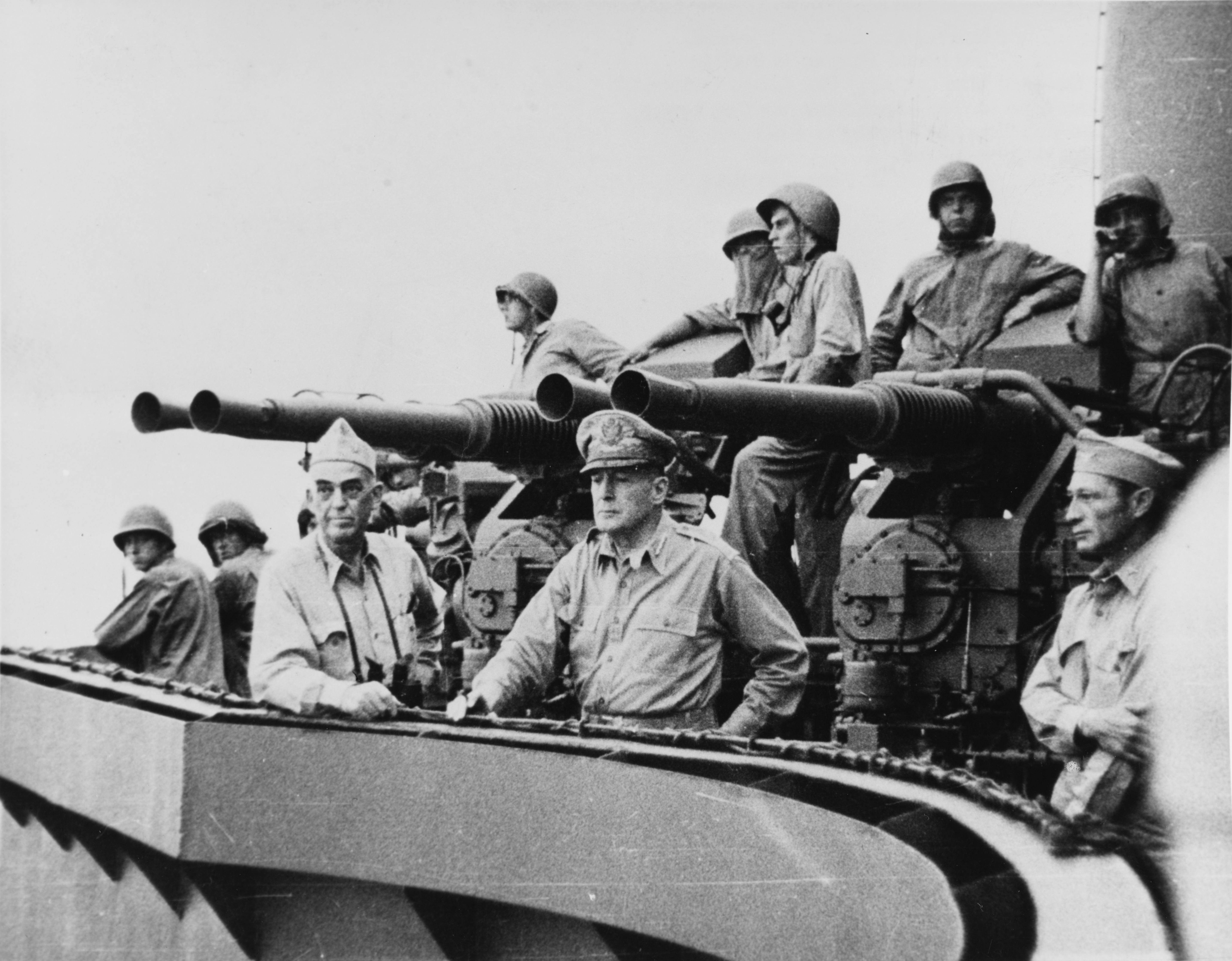
Alti ufficiali dello SWPA a bordo dell'incrociatore nel febbraio 1944; in primo piano al centro si riconoscono il viceammiraglio Kinkaid (a sinistra) e il generale MacArthur (a destra)

Il viceammiraglio Herbert F. Leary divenne comandante delle forze navali dello SWPA (Commander, Allied Naval Forces) nell'aprile 1942. In precedenza, il 7 febbraio 1942, Leary era stato nominato comandante dell'ANZAC Area, il comando geografico con sede a Melbourne responsabile della difesa di tutta l'area compresa tra costa orientale dell'Australia e gli arcipelaghi delle Isole Salomone, Nuova Caledonia e Figi; questo comando includeva un contingente di forze navali (l'Anzac Squadron del contrammiraglio britannico John Gregory Crace) e alcune unità aeree, ma non aveva alcuna responsabilità per quanto riguardava le difese a terra. Il comando rispondeva direttamente all'ammiraglio King a Washington.
Quando lo SWPA venne formato nell'aprile 1942, Leary assunse anche il titolo di comandante delle forze navali nel Pacifico sud-occidentale (COMSOUWESPAC), mentre l'Anzac Squadron di Crace divenne la Task Force 44; in giugno Crace fu sostituito da un altro ufficiale britannico, il contrammiraglio Victor Crutchley. La vecchia ANZAC Area fu divisa in due: le zone costiere dell'Australia caddero sotto l'autorità dello SWPA, ma le linee di comunicazione tra l'Australia e il Nordamerica furono sottoposte a un nuovo comando, il South Pacific Area, subordinato alle POA di Nimitz. Con il consenso del governo australiano, l'11 settembre 1942 Leary fu sostituito tanto nel ruolo di comandante delle Allied Naval Forces quanto in quello di COMSOUWESPAC dal viceammiraglio Arthur S. Carpender: come il suo predecessore, Carpender rispondeva a MacArthur per il suo primo ruolo e a King per il secondo. Sempre come Leary, Carpender non era l'ufficiale navale con maggiore anzianità di servizio nel teatro, visto che sia il comandante della Royal Australian Navy, l'ammiraglio britannico Guy Royle, che il comandante delle forze navali olandesi nel Pacifico, il viceammiraglio Conrad Helfrich, lo superavano in anzianità; ad ogni modo, Royle acconsentì a servire sotto Carpenter nel ruolo di Commander, South West Pacific Sea Frontier il 16 marzo 1943.
Le forze navali dello SWPA furono designate come United States Seventh Fleet il 15 marzo 1943, e le sue varie task force furono rinominate di conseguenza: la Task Force 44 di Crutchley, ad esempio, divenne la Task Force 74. Un'altra importante aggiunta fu la Task Force 76, creata l'8 gennaio 1943 sotto il contrammiraglio Daniel Barbey e riunente i principali assetti per la guerra anfibia dello SWPA: inizialmente questi erano limitati a tre Landing Ship Infantry australiane e un trasporto d'attacco statunitense, ma crebbe gradualmente in dimensione a mano a mano che nuove unità anfibie si aggiungevano all'organico; la forza fu rinominata VII Amphibious Force più avanti quello stesso anno.
MacArthur era infastidito dal fatto che Royle, un ufficiale della Royal Navy, comunicasse direttamente con l'Ammiragliato a Londra, ed era anche consapevole che Royle stesso era piuttosto critico circa l'organizzazione dei comandi dello SPWA, nonché di alcune decisioni prese dal generale statunitense. MacArthur propose di sostituire Royle con un ufficiale australiano, il capitano John Augustine Collins, una soluzione appoggiata anche da Carpender; a dispetto delle obiezioni dell'Ammiragliato britannico, il primo ministro Curtin dispose che Collins, promosso commodoro, sostituisse Crutchley come comandante della Task Force 74 nel giugno 1944, con l'intenzione di farlo subentrare a Royle una volta che i termini dell'incarico di quest'ultimo fossero spirati. Ciò alla fine non si verificò, visto che Collins rimase seriamente ferito il 21 ottobre 1944 durante gli scontri della battaglia del Golfo di Leyte.
MacArthur non andava d'accordo anche con Carpender e chiese due volte che questi fosse sostituito; la situazione fu risolta in modo imbarazzante per MacArthur da King, che nel novembre 1943 sostituì Carpender con il viceammiraglio Thomas Kinkaid senza informare il generale e senza cercare prima l'approvazione del governo australiano: ad ogni modo, fu concordata una formula per consentire a MacArthur di salvare la faccia. In vista dell'invasione delle Filippine nell'ottobre 1944 la Seventh Fleet di Kinkaid fu massicciamente rinforzata da unità navali trasferite dalla United States Pacific Fleet di Nimitz: l'intera United States Third Fleet dell'ammiraglio William Halsey fu schierata in appoggio delle navi di Kinkaid, ma rimanendo sempre sotto il comando di Nimitz; alla battaglia del Golfo di Leyte questa divisione dei comandi rischiò quasi di portare gli Alleati al disastro a causa di una serie di incomprensioni tra Kinkaid e Halsey. Le Allied Naval Forces furono infine abolite il 2 settembre 1945 unitamente al resto del SWPA.

### Servizi logistici

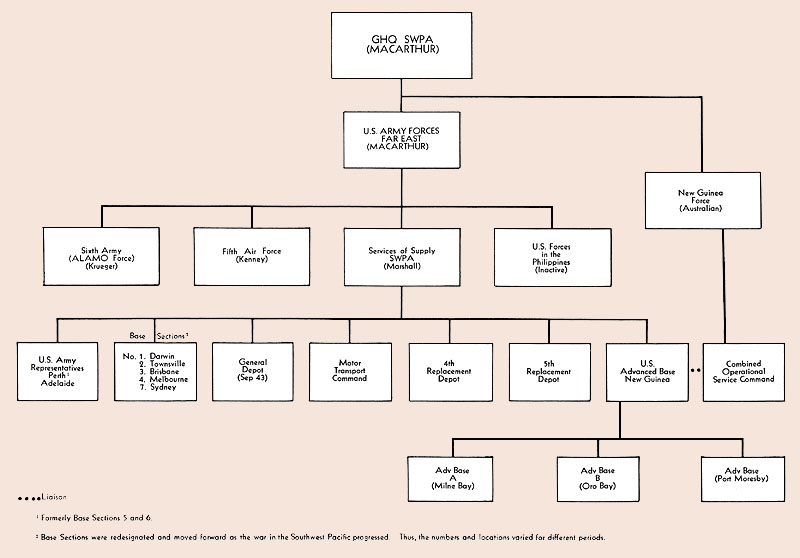
Grafico raffigurante la struttura dei servizi logistici dello SWPA

Sotto la direzione del comando delle USAFIA e inizialmente con il compito di sostenere le forze alleate nelle Filippine, una serie di basi militari statunitensi vennero gradualmente realizzate in Australia nel corso del 1942: la Base Section 1 a Birdum; la Base Section 2 a Townsville; la Base Section 3 a Brisbane; la Base Section 4 a Melbourne; Base Section 5 ad Adelaide; la Base Section 6 a Perth; e la Base Section 7 a Sydney. Il 20 luglio 1942 le USAFIA furono ridesignate come United States Army Services of Supply, Southwest Pacific Area (USASOS SWPA), sotto il comando del generale di brigata Richard J. Marshall.
Quando il quartier generale della Sixth United States Army di Krueger arrivò in Australia nel febbraio 1943, le funzioni amministrative esercitate dal comando di Richard Marshall passarono a una nuova struttura, le United States Army Forces in the Far East (USAFFE), sotto la direzione dello stesso MacArthur; il nuovo comando aveva la stessa designazione del vecchio quartier generale di MacArthur nelle Filippine, ma le sue funzioni erano differenti. Questo lasciava al USASOS solo le responsabilità in materia logistica, una disposizione scomoda e che richiese notevoli aggiustamenti prima di poter funzionare correttamente. Nel settembre 1943 Marshall fu sostituito dal generale di brigata James L. Frink.
Una New Guinea Advanced Base venne creata a Port Moresby nell'agosto 1942, con sottobasi d'appoggio collocate a Milne Bay (Advanced Sub Base A) e Oro Bay (Advanced Sub Base B); una Advanced Sub Base C fu creata sull'isola Goodenough nell'aprile 1943, ma fu chiusa in luglio quando l'isola passò sotto il controllo della Sixth Army. Nel mentre, in maggio una Advanced Sub Base D era stata aperta a Port Moresby, seguita in novembre da una Advanced Base E a Lae e una Advanced Base F a Finschhafen e quindi da una Advanced Base G a Hollandia e una Advanced Base H a Biak più avanti nel corso del 1944.
A fronte di una crisi mondiale della marineria commerciale data dagli eventi bellici, i trasporti nella zona dello SWPA dipendevano quasi interamente dal movimento via mare, visto che la regione era di fatto priva di una rete di trasporti ben sviluppata; tuttavia, inizialmente nessuna delle flottiglie da trasporto operative nella zona dello SWPA si trovava sotto il suo comando operativo, ma piuttosto continuavano a riferire alle rispettive organizzazioni di appartenenza statunitensi, australiane, britanniche o olandesi. Questa sistemazione si rivelò inadeguata e comportò quindi la creazione di un'unica grande flotta da trasporto per i bisogni delle forze di terra, la Permanent Local Fleet, inizialmente sotto la direzione delle USFIA, poi dello USASOS e infine di un comando dedicato, l'Army Forces, Western Pacific (AFWESPAC). La flotta da trasporto si componeva inizialmente di unità già parte del "convoglio Pensacola" arrivato a Brisbane nel dicembre 1941, ma il suo nucleo venne aumentato con l'aggiunta di navi mercantili fuggite dalle avanzate dei giapponesi, in particolare i 21 vascelli olandesi della compagnia di navigazione Koninklijke Paketvaart-Maatschappij fuggiti in Australia dalle Indie orientali. Al 28 aprile 1942 la flotta da trasporto era salita a 28 unità, e per il 24 gennaio 1945 questo numero era cresciuto a più di 90 grosse navi da trasporto truppe; questo numero non comprendeva l'enorme moltitudine di vascelli più piccoli, dai mezzi da sbarco alle chiatte e ai barconi costieri, tra cui una serie di piccole imbarcazioni costruite localmente e manovrate da marittimi civili australiani.
Con le avanzate delle forze alleate in pieno svolgimento, le vecchie basi militari in territorio australiano furono progressivamente chiuse: le Base Section 5 e 6 furono chiuse nel gennaio 1943, la Base Section 4 nel giugno 1944 e le Base Section 1 e 3 nel dicembre 1944; le ultime installazioni, le Base Section 2 e 7, furono chiuse nel giugno 1945. Le basi in Nuova Guinea furono chiuse tra il luglio 1945 e il settembre seguente, mentre una serie di nuove basi venne aperta nelle Filippine: Base K su Leyte, Base M su Luzon, Base R a Batangas, Base S su Cebu e Base X a Manila. Il 7 giugno 1945 l'USASOS divenne parte dell'AFWESPAC sotto il comando del tenente generale Wilhelm D. Styer, assorbendo anche le funzioni dell'USAFFE.

### Intelligence
Nell'aprile 1942, il generale di brigata Spencer Akin (responsabile delle trasmissioni presso il GHQ) e la sua controparte australiana al LHQ, il maggior generale Colin Hall Simpson, concordarono nell'unire le loro risorse e stabilire un'organizzazione combinata per la raccolta di informazioni, nota come Central Bureau; numeroso personale venne radunato dalle forze armate statunitensi, australiane e britanniche per rinforzare i ranghi dell'unità, la quale lavorò intensamente nell'intercettazione e decodifica delle trasmissioni radio giapponesi: un lavoro di SIGINT che si rivelò di importanza vitale per le operazioni dello SWPA.
Per effettuare operazioni di intelligence di diversa natura, Blamey e MacArthur affiancarono al Central Bureau l'Allied Intelligence Bureau (AIB): questo era incaricato di infiltrare spie e ricognitori nelle retrovie nemiche come pure di condurre missioni di sabotaggio e di appoggio alla guerriglia antigiapponese nelle zone occupate; dall'AIB dipendevano una serie di sottounità, come le forze speciali della Z Special Unit, i servizi segreti australiani (Secret Intelligence Australia), i Coastwatchers e gli specialisti di propaganda del Far Eastern Liaison Office. Altre due importanti organizzazioni deputate all'intelligence, non dipendenti dall'AIB, erano infine l'Allied Translator and Interpreter Section (ATIS), incaricato di tradurre i documenti giapponesi catturati, e l'Allied Geographical Section, incaricata di preparare mappe e carte geografiche.
Poiché nell'intelligence la qualità tende a essere più importante della quantità, la raccolta di informazioni si rivelò un campo fruttuoso in cui gli Alleati minori, Australia e Paesi Bassi, potevano svolgere un ruolo chiave. Una buona intelligence permise alle forze alleate di ridurre al minimo il rischio di fallimenti e massimizzare le possibilità di successo nelle operazioni; inoltre, l'organizzazione creata in Australia si dimostrò utile anche dopo la guerra.